# Forn de vidre (Sils)
El Forn de vidre és una obra de Sils (Selva) inclosa a l'Inventari del Patrimoni Arquitectònic de Catalunya.

## Descripció
Es tracta d'un edifici de rajols de planta rectangular, amb doble vessant amb caiguda a la façana i coberta de teula àrab. La façana té porta d'arc rebaixat i tres finestres a la part superior, semitapiades. Les parets laterals mostren unes grans arcades de rajol i al costat dret hi ha un petit contrafort. A l'interior hi ha quatre trams separats per unes grans arcades de mig punt de rajol de descàrrega, un dels quals està subdividit per dues arcades més petites. La façana posterior té unes finestres també de mig punt, dos a cada tram, cegades a la part inferior. La coberta és de bigues i cairats de fusta que sostenten directament les teules. L'interior es troba totalment buit, sense paviment.

## Història
És un exemple de l'activa indústria del vidre que s'estengué per aquesta zona als segles xviii i xix.